# Estácio Gonçalves Souto Maior
Estácio Gonçalves Souto Maior, né le 30 juillet 1913 à Bom Jardim et mort à Brasilia le 12 octobre 1974 est un médecin et homme politique brésilien.
Il a été ministre de la santé du 25 août 1961 au 19 juin 1962.
Il est le père de Nelson Piquet, triple champion du monde de Formule 1.